# کوه نیف
کوه نیف (به ترکی استانبولی: Mount Nif) یک کوه در ترکیه است که در Kemalpaşa, İzmir, Turkey واقع شده‌است. کوه نیف ۱٬۵۱۰ متر بالاتر از سطح دریا واقع شده‌است.